# كبوسين أذيني
كبوسين أذيني (الاسم العلمي:Tropaeolum stipulatum) هي نوع من النباتات يتبع جنس الكبوسين من الفصيلة الكبوسينية.